# 高棉乡
高棉乡，是中华人民共和国贵州省黔西南布依族苗族自治州普安县下辖的一个乡镇级行政单位。

## 行政区划
高棉乡下辖以下地区：
冬瓜村、嗄坝村、朝阳村、地泗村、喜打村和棉花村。